# Max Looff
Max Looff (Estrasburgo, 2 de mayo de 1874-Berlín, 20 de septiembre de 1954) fue un oficial naval en la Armada Imperial Alemana, que alcanzó el rango de Vicealmirante y después fue escritor militar. Looff comandó el crucero SMS Königsberg durante la batalla del delta del Rufiji antes de ser hundido por dos monitores de la Royal Navy, el HMS Mersey y el Severn el 11 de julio de 1915.

## Primeros años
Looff nació el 2 de mayo de 1874 en Estrasburgo. Ingresó en la Armada Imperial Alemana el 10 de abril de 1891 y fue asignado a la corveta de la clase Bismarck SMS Stosch, donde recibió entrenamiento básico. Subsiguientemente fue transferido a la Academia Naval en Kiel, donde terminó su formación el 11 de abril de 1892 y fue promovido al rango de Seekadett en la misma fecha.

## I Guerra Mundial
Looff fue nombrado al mando del Königsberg el 1 de abril de 1914 y permaneció al mando hasta que el barco fue hundido en el delta del río Rufiji en julio de 1915, después de un prolongado intercambio de artillería con monitores británicos. Después se unió a la guerra de guerrillas de Paul von Lettow-Vorbeck, y después de la batalla de Mahiwa, fue puesto al mando de los heridos alemanes y se rindió a los británicos cuando fue instruido de hacerlo.

## Vida posterior
Max Looff fue llamado para dar servicio en la Kriegsmarine con el rango de Vicealmirante el 24 de mayo de 1939, pero permaneció con el estatus de reserva por la duración de la guerra. Looff continuó con su obra y publicó el libro sobre los combates en el África Oriental Alemana, "Tufani" en 1941.
Después del fin de la II Guerra Mundial, Looff permaneció en la zona de ocupación soviética de Berlín, de tal modo que su obra publicada fue puesta en la lista de literatura prohibida por el régimen comunista.
El Vicealmirante Max Looff murió el 20 de septiembre de 1954 en Berlín, Alemania Oriental, a la edad de 80 años.

## Condecoraciones
- Orden del Águila Roja prusiana, 4.ª Clase[1]
- Orden de la Corona de Prusia, 4.ª Clase[1]
- Medalla Prusiana del Centenario[1]
- Medalla Prusiana del Salvamento[1]
- Cruz Prusiana al Servicio[1]
- Cruz de Hierro Prusiana (1914), 1.ª y 2.ª Clases[1]
- Cruz Hanseática de Hamburgo[1]
- Medalla Colonial[1]
- Medalla China con Broche por Yaku, Peitang-Forts y Liang-Hsiang-Hsien[1]
- Cruz de Honor 1914-1918[1]